# مفتاح الدين أكميلا
أكميلا (بالباشقيرية: Аҡмулла)‏، (بالقازاقية: Ақмолла)‏، (بالتتارية: Акмулла)‏ الاسم الحقيقي -كمال الدين مفتاح الدين ((بالباشقيرية: Камалетдинов Мифтахетдин Камалетдин улы)‏، (بالقازاقية: Мифтахетдин Камалетдинұлы Мұхамедияров)‏))؛ ولد في 27 ديسمبر 1831 في توكسانبايفو التابعة لفولوسفت كول إيل مينسك في كانتون الباشكيري الثاني عشر في مقاطعة باكالينسكي بأورنبرغ أوبلاست - تُوفي في 21 أكتوبر 1895 مقاطعة ترينيتي بمقاطعة أورينبورغ) -المستنير والشاعر والمفكر الباشكيري، الكازاخستاني والتتاري. مفتاح‌ الدین أكميلا هو أكبر ممثل لشعر الباشكير في القرن التاسع عشر، والذي كان له تأثير على جميع الأدبيات الوطنية الأخرى. كما كان له تأثير كبير على تطور الأدب الكازاخستاني والتتار، وكان عمله معروفًا على نطاق واسع بين التركمان واالقرقلباغيون وغيرهم من الشعوب الناطقة بالتركية.

## سيرة
من مواليد 27 ديسمبر 1831 في قرية توكسانبايفو التابعة لفولوسفت كوليل مينسك في مقاطعة بيليبفسكي بأوبلاست أورينبورغ (حاليًا مقاطعة مياكينسكي ‏ في جمهورية باشكورتوستان).

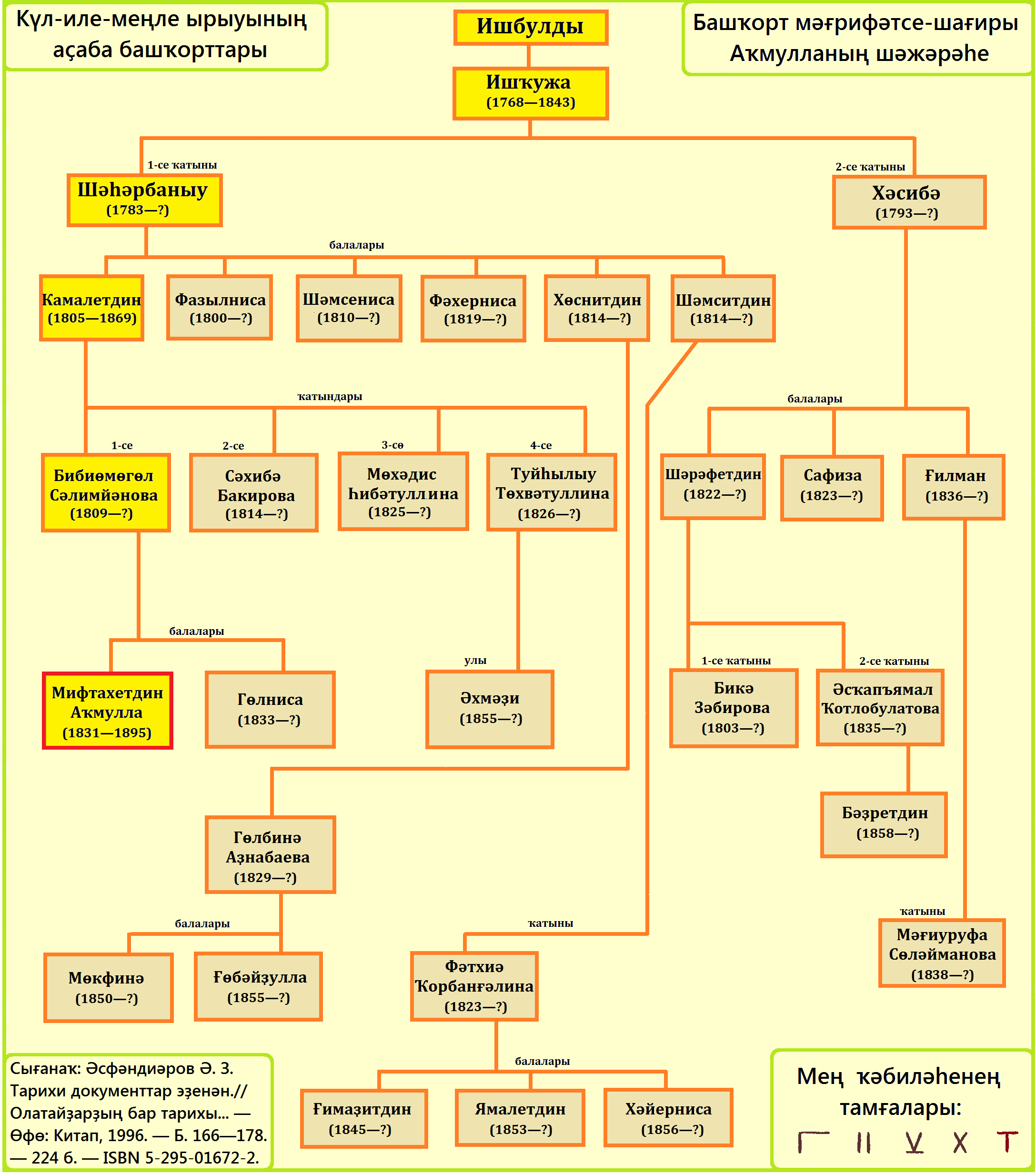

وفقًا لوثائق التعداد في القرن التاسع عشر، فإن الأب هو كمال الدين إسكوزين (من مواليد 1805)، وهو إمام معين، الأم هي بيبيوموجولسوم سالميانوفا (1809)، وكلاهما باشكيري، من كوليل مينسك في مقاطعة بيلبيفسكي (من عشيرة باشكير منغ). وفقًا للباحثين الكازاخستانيين، فإن والد أكميلا هو الكازاخستاني محمديار. وكتب رضاء الدين فخر الدين أن والد أكميلا كان من الباشكير وأن والدته كانت من «القازان».
تلقى الشاعر التعليم الابتدائي في قريته الأم، ودرس في مدرستي قرى مينوزتماك وأنياسوفو المجاورتين، ومدرسة شاكيرد في قرية ستريليباسيفو، حيث تلقى الدروس من الشاعر الصوفي الشهير شمس الدين زكي. بعد ذلك، عاش أكميلا وعمل في أماكن مختلفة: قام بتدريس الأطفال، وامتهن العديد من الحرف اليدوية، على وجه الخصوص عمل نجارًا، وأصبح مشهورًا أيضًا باعتباره شاعر مرتجل وموهوب.
لعبت الصداقة مع القائد الديني الإسلامي سينولا راسوليف دورًا كبيرًا في تكوينه كمفكر. سافر في الخامسة والعشرين من عمره ووفقًا لمصدر مجهول لعام 1859، كان مفتاح الدين لا يزال يعيش مع عائلة والده إلى سن يناهز 28 عامًا.
سافر مفتاح الدين أكميلا إلى جنوب باشكورستان، ثم إلى زاورالي. احتفظ في مقصورات خاصة في عربته بالكتب والمخطوطات ووأدوات النجارة وغيرها من الأدوات، جاب قرى الباشكير في جبال الأورال العليا ونهر بيلايا ووادي نهر مياس وكذلك سهوب كازاخستان، ونشر الأفكار الإنسانية بين الناس، بما في ذلك وجهات النظر التتارية التنويرية. في فصلي الربيع والصيف، وانتقل من أُولٍ إلى أُول، من يايلو إلى يايلو، في سابانتوي، وتنافس مع السيسانس الشهيرة في فن الارتجال الشعري، وقراءة قصائده أيضا على الناس.
واجه مفتاح الدين أكميلا اضطهاد الأثرياء لوصفه حياة عامة الناس، فوفقًا لإدانة باي الكازاخستاني، أدانه باتوخ إيسيانجيلدين بالتهرب من الخدمة في الجيش القيصري فحبس في سجن ترينتي لمدة أربع سنوات (1867-1871). بعد خروجه من سجنه، أنجزأكميلا العديد من الأعمال المعروفة: «مكاني في الزندان» ("Mңamym mineң - zindan") وغيرها.
كان موت أكميلا غير متوقع ومأساوي، ففي ليلة 8 أكتوبر 1895 قُتل بالقرب من قرية خريتان على الطريق من ترويتسك إلى زلاتوست بالقرب من مصنع مياس بالقرب من محطة السكك الحديدية في سيروستان. ودُفن في مقبرة مياس المسلمة.

## أعمال
وفقًا لعلماء البشكير، ابتكر أكميلا معظم أعماله باللغات الباشكيرية والكازاخستانية، وكذلك باللغة التركية. وفقًا للباحثين في أدب التتار القديم، فإن لغة معظم أعمال أكميلا كانت باللغة الكازاخستانية التتارية المختلطة، لأنها تجمع بين عناصر اللغتين. هناك أيضًا بعض عناصر اللغة الباشكيرية. الأبيات المنفصلة مكتوبة بالكامل وفقًا لقواعد اللغة الأدبية القديمة التتارية. قبل الثورة البلشفية، نُشرت كتبه باللغة التتارية، مع تضمين متكرر للكلمات والعبارات الفردية الباشكيرية والكازاخستانية، التعبيرات الاصطلاحية والمقارنات، ناهيك عن الصور التقليدية من الفلكلور الباشكيري والكازاخستاني. .
دعى أكميلا إلى الأفكار المستنيرة التي تعتبر الشعر وسيلة للتواصل المباشر مع الناس. لذلك، فإن لغة أعماله يمكن الوصول إليها بشكل أكبر، وتحتوي على عدد أقل نسبياً من العروبة والأمثال، وهي سمة اللغة الأدبية في ذلك الوقت. كتب أكميلا قصائده في معظمها في شكل رباعي الكلاسيكي، لكنه استخدم أيضا أشكال شعرية أخرى.
لقد تخلل عمل أكميلا لأفكار الإنسانية في ذلك الوقت، وشمل اتجاهات متقدمة في الحياة الاجتماعية لروسيا. نشر الأفكار المستنيرة في أعماله، وأكد رغبة الإنسان في النور والتقدم. إنه يستحق الحب والاعتراف بين السكان، وكان له أيضًا تأثير مفيد على تطور أدب العديد من الشعوب الناطقة بالتركية. اسمه المستعار أكميلا يعني «المعلم المشرق والصالع».
في قصيدة " بشكير، نحتاج جميعًا إلى التنوير !" "كان أكميلا واحدًا من أوائل مناشدات شعب الباشكير مناشدة لاكتساب المعرفة.
وُلدت آراء ومُثُل وأفكار أكميلا الفلسفية في النضال ضد التخلف الإقطاعي والتعصب الديني ومظاهر المدرسية في القرون الوسطى وضد اضطهاد الناس في باشكورتوستان وكازاخستان. لقد رأى الطريقة الرئيسية لجعل الحياة أسهل للعامة في التعليم، في إتقان المعرفة، في القضاء على الجهل. احتلت المكانة المركزية في نظرة العالم إلى حزب الله مسألة مكان المعرفة في حياة المجتمع. تمسك بمواقف المثالية في فهم قوانين التنمية الاجتماعية، ويعتقد أنه يمكن القضاء على النقص الاجتماعي في حقوق الناس من خلال التعليم. وينعكس هذا، على سبيل المثال، في قصيدة «تنوير».
بالنسبة لأكميلا، احتلت المعرفة والتربية المكانة المركزية في نظام قيمه، والنقاء الداخلي للإنسان، ومشاكل النظام الأخلاقي والمعنوي.
شكلت إبداعات أكميلا مدرسة شعرية كاملة ولاحظ تأثير عمله من قبل عبد الله توقاي، م. شافوري، ش. بابيتش، د. يولتي، ش. شفيق امينيف-تامياني وسايفي ففاتوفيتش كوداش وغيرهم. مفتاح الدين أكميلا معروف على نطاق واسع ليس فقط في باشكورتوستان والاتحاد الروسي، ولكن أيضًا في بلدان رابطة الدول المستقلة.
حتى الآن، نجا من التراث المبتكر لمفتاح الدين أكميلا. في عام 1981، فيما يتعلق بذكرى الشاعر، أصدرت دار نشر الباشكير كتابًا من مجلد واحد بلغة الباشكير. هذا الكتاب، الذي يعد الأكثر اكتمالا مقارنة بالمجموعات السابقة من حزب الله، يضم أكثر من ثلاثة آلاف سطر. ومع ذلك، فإن العديد من أعمال الشاعر لم يتم العثور عليها بعد، أو ربما فقدت بالكامل. والسبب في ذلك هو أن أكملا احتفظ بمعظم أعماله في الذاكرة، حيث تم إنشاؤها للأداء الشفهي. تم توزيع قصائد الشاعر عن طريق الفم في شكل مخطوطة في الأذين والبدو. في عام 1892، تم نشر كتاب «في ذكرى شهاب الدين مرجاني» الأنيق في كتاب منفصل في قازان. كان هذا الكتاب الصغير الطبعة الأولى والأخيرة من عمر أعمال الشاعر.

## الأعمال والمنشورات
- «مكاني في الزندان»
- «يا باكرز، يجب أن نتعلم!»[13]
- «إيلي في ذكرى شهاب الدين مرجاني»
- «التنوير» ("Нәсихәттәр")
- «رسالة إلى الآب» («أطايمة كوخ»)
- في ذكرى شهاب الدين مرجاني. قازان، 1892 (في التتار. لانج.)
- في ذكرى شهاب الدين مرجاني وغيرها من الآيات. قازان، 1907 (في التتار. لانج.)
- مجموعة من القصائد. ألما آتا، 1935 (باللغة الكازاخستانية. لانج.)
- أكميلا. الشعر. أوفا، باشكنجنودات، 1981، 223 pp. (على باش. لانج.)
- يقولون...
- ربيع
- هذه هي كلمة أكميلا.

## ذاكرة
- في السنوات 1911-1916. تصدر مجلة ساخرة للمسلمين، أكميلا.
- في موطن الشاعر - في قرية توكسانبايفو في مقاطعة مياكينسكي [الإنجليزية]‏ في عام 1981، تم إنشاء متحف مفتاح الدين أكميلا.
- في عام 1980، تم تأسيس جائزة أكميلا للأعمال الأدبية والفنية. (الفائزين بالجائزة: ر. شاكور (1989)، أ. فيلدانوف (1990)، ر. سلانغاناريفا (1993)، ر. ساخوتدينوفا (1994)، ج. شفيقوف (1995) وآخرون).
- اسم الشاعر هو جامعة الباشكير التربوية الحكومية.
- في 8 أكتوبر 2008، تم الكشف عن نصب تذكاري لـمفتاح الدين أكميلا في أوفا في المربع الذي يحمل نفس الاسم على الموقع أمام جامعة بيداجوجيك في شارع ثورة أكتوبر.[14]
- تكريما للشاعر، تم تسمية الجريدة البلدية لمنطقة مياكينسكي باسم «عمولا تيوج» (الباشكيرية). «أرض أكميلا الأصلية»).
- يتم نشر الملحق الأسبوعي الأدبي وروح الدعابة «أكميلا» لصحيفة الجمهورية «باشكورستان».
- تكريما للشاعر المسمى شارع المتيفينسك (تتارستان).

## أدب
- فيلدانوف أ. ز.، كونافين ج. س. البشكيريون الديمقراطيون المستنيرون من القرن التاسع عشر، 1981.
- شكوروف ار. ز. نجم الشعر. أوفا، 1981.
- فيلدانوف يو. س. أكميلا - انا بخير، أوفا، 1981.
- بشورت شبيري تاريخي، 6 تومدا. المجلد الثاني. أوفا، 1990.